# Last Words: The Final Recordings
Last Words: The Final Recordings je osmé studiové album americké skupiny Screaming Trees. Vydáno bylo 2. srpna roku 2011, tedy jedenáct let po rozpadu skupiny, společností Sunyata Productions. Práce na albu byly zahájeny dva roky po vydání sedmé desky Dust (1996). Album bylo nahráno ve studiu kytaristy Stonea Gossarda ze skupiny Pearl Jam.

## Seznam skladeb
| Pořadí | Název            | Délka |
| ------ | ---------------- | ----- |
| 1.     | Ash Gray Sunday  | 3:39  |
| 2.     | Door Into Summer | 3:30  |
| 3.     | Revelator        | 4:35  |
| 4.     | Crawlspace       | 4:22  |
| 5.     | Black Rose Way   | 4:26  |
| 6.     | Reflections      | 4:09  |
| 7.     | Tomorrow Changes | 3:53  |
| 8.     | Low Life         | 3:52  |
| 9.     | Anita Grey       | 3:39  |
| 10.    | Last Words       | 3:05  |

## Obsazení
Screaming Trees
- Mark Lanegan – zpěv
- Gary Lee Conner – kytara, klavír, clavinet, doprovodné vokály
- Van Conner – baskytara, doprovodné vokály
- Barrett Martin – bicí, perkuse, vibrafon, varhany, elektrické piano

Ostatní hudebníci
- Peter Buck – kytara
- Josh Homme – kytara